# Körösszakál
Körösszakál là một thị trấn thuộc hạt Hajdú-Bihar, Hungary. Thị trấn này có diện tích 15,02 km², dân số năm 2010 là 819 người, mật độ 55 người/km².